# Kevin Brady
Kevin Patrick Brady, né le 11 avril 1955 à Vermillion (Dakota du Sud), est un homme politique américain, représentant républicain du Texas à la Chambre des représentants des États-Unis de 1997 à 2023.

## Biographie
Kevin Brady est originaire de Vermillion dans le Dakota du Sud.
En 1990, il est élu à la Chambre des représentants du Texas.
En 1996, il se présente à la Chambre des représentants des États-Unis, dans le 8e district du Texas au nord de Houston. Au printemps, il remporte la primaire républicaine face à Gene Fontenot. Cependant, la carte du district est modifiée quelques mois avant les élections par une décision de justice, qui annule les primaires et met exceptionnellement en place des élections à deux tours. Brady arrive en tête du premier tour avec 41,5 % des voix devant Fontenot (38,9 %) et deux candidats démocrates. Soutenu par l'establishment républicain, il est élu représentant face à Fontenot, candidat de la droite chrétienne,.
En 1998, 2000 et 2002, il est réélu avec plus de 90 % des suffrages face à des candidats libertariens. De 2004 à 2012, il est reconduit à son poste tous les deux ans avec plus de deux tiers des voix. En 2014, il remporte 89,3 % des suffrages face au libertarien Ken Petty.
Lors du 113e congrès, il est à la tête de la commission sur l'économie commune au Sénat et à la Chambre. Après l'élection de Paul Ryan au poste de speaker, il est préféré à Pat Tiberi pour prendre la présidence du Ways and Means Committee de la Chambre des représentants, qui s'occupe notamment des questions fiscales.
Au printemps 2016, Brady affronte trois adversaires républicains ultraconservateurs, qui l'estiment déconnecté des électeurs texans. Il remporte la primaire républicaine avec 53 % des suffrages et évite un second tour incertain. Il est réélu sans opposition lors de l'élection de novembre 2016.